# Artioposthia
Artioposthia ist eine Gattung der Landplanarien, die in Australasien und in indopazifischen Staaten verbreitet ist. Einige Arten wurden nach Europa  als Neozoen eingeschleppt.

## Merkmale
Arten der Gattung Artioposthia haben einen zylindrischen Pharynx. Der männliche Bereich des Kopulationsapparats liegt in der Nähe des Gehirns oder des Pharynx. Sie haben ein Adenodaktyl, eine penisartige Struktur. Die Ovarien liegen hinter dem männlichen Fortpflanzungsapparat.
Artioposthia hat eine ähnliche Erscheinungsform zu nah verwandten Gattung Arthurdendyus. Die Unterscheidungsmerkmale sind die Form des Pharynx und die Lage der Ovarien.

## Arten
Der Gattung Artioposthia gehören folgende Arten an:
- Artioposthia adelaidensis (Dendy, 1892)
- Artioposthia civis Cardale, 1941
- Artioposthia diemenensis (Dendy, 1894)
- Artioposthia exulans (Dendy, 1901)
- Artioposthia fletcheri (Dendy, 1891)
- Artioposthia garveyi (Dendy, 1901)
- Artioposthia glandulosa Fyfe, 1956
- Artioposthia harrisoni Wood, 1926
- Artioposthia howesi (Dendy, 1901)
- Artioposthia japonica Kaburakki, 1922
- Artioposthia mariae (Dendy, 1895)
- Artioposthia polyadoides Fyfe, 1956
- Artioposthia subquadrangulata (Dendy, 1895)
- Artioposthia suteri (Dendy, 1897)